# Zlato mesto
Zlato mesto je prekmurska ljudska pravljica. Najdemo jo v zbirki pravljic z istoimenskim naslovom, ki jo je napisal Palko Gal, izdal pa jo je pod psevdonimom Pavle Rožnik. Zbirko je ilustrirala Kamila Volčanšek, izšla pa je leta 1978.
V zbirki najdemo še naslednje pravljice: Voda življenja, Vodenčeva najmlajša hči, Prodane hčere, Ugrabljene kraljične, Pristradani krajcarji, Trije grahi, Trije pravični krajcarji, Sestra in razbojnik, Kokot in njegov gospodar, Pametno dekle, Pes in mačka, Preveč in premalo, Pozoj z dolgimi ušesi.

## Vsebina
Nekoč sta živela kralj in kraljica, ki nista mogla imeti otrok. Nekega dne je kraljico obiskala vila sojenica. Naročila ji je, naj poje jerebičje jajce, če si želi otroka. Kraljica je to povedala svojemu možu, ta pa je dvornemu lovcu naročil naj mu prinese jerebičje jajce. Lovec je tri jajca prinesel kraljici, tri pa je pustil doma svoji ženi. Obe ženi sta pojedli jajca in kmalu ugotovili, da sta noseči. Ko je napočil čas, je kraljica rodila tri deklice: Zlatolasko, Srebrnolasko in Bakrenolasko, lovčeva žena, ki je pri porodu umrla pa tri sinove. Lovec je dal sinove v rejo medvedki, volčici in lisici, vendar jim je moral v zameno obljubiti, da ne bo več pobijal živali njihove vrste. 
Minilo je več let in nekega dne so iz gradu izginile vse tri princeske. Ravno v tem času pa so se k lovcu vrnili njegovi trije sinovi: Medveček, Volčič in Lisjakec. Nekaj časa so ostali pri očetu, nato pa so se odločili, da poiščejo izginule princeske. Odpravili so se v gozd in se tam utaborili. Vsak večer je eden od bratov ostal pri šotoru, druga dva pa sta odšla iskat princeske. Tisti, ki je ostal pri šotoru, je imel nalogo, da kuha, vendar jim je pri tem nagajala skrivnostna starka, ki jim je kradla hrano. Ko je bil Lisjakec na vrsti za kuhanje, jo je ukanil in ji odrezal velik grd nos. Starka je nato pobegnila v duplino starega hrasta. Bratje so ji sledili in prišli do hrasta, kjer je Medveček podrl vrata. Tam so ugotovili, da je v hrastu velika jama. Po posvetu so se odločili, da se bo Lisjakec spustil vanjo, ko pa bo hotel nazaj, bo le pocukal za vrv in brata ga bosta potegnila na površje. 
Tako se je Lisjakec spustil po vrvi in prišel v nov svet. Na poti, po kateri je hodil, je srečal ženico, ki mu je povedala, da vse poti vodijo v zlato mesto. Lisjakec je hodil naprej in kmalu prišel v bakreno mesto, ki je bilo narejeno iz bakra. V gradu sredi mesta je našel Bakrenolasko. Povedal ji je, kako jo je našel, nato pa se je spopadel z enoglavim zmajem, ki jo je varoval. V dvoboju je zmagal in tako rešil Bakrenolasko. Obljubil ji je, da se bo vrnil ponjo, ko reši še njeni sestri, in se odpravil naprej. Kmalu je prišel v srebrno mesto, kjer je bilo vse iz srebra, v gradu sredi mesta pa je bila zaprta Srebrnolaska. Povedal ji je za vse dotedanje prigode in jo osvobodil, ko je premagal njenega varuha - troglavega zmaja. Obljubil ji je, da se bo vrnil ponjo, ko najde še njeno sestro Zlatolasko, nato se je odpravil naprej. Prišel je v zlato mesto, kjer je bilo vse iz zlata. Sredi mesta je stal grad, v njem pa je bila Zlatolaska. Ko sta se srečala, sta se zaljubila in sklenila, da se poročita, ko se vrneta v zgornji svet. Tudi tu se je Lisjakec spopadel z varuhom, devetglavim zmajem, in tudi njega premagal. 
Zlatolaska mu je povedala, da lahko s pomočjo starkinega nosu pomanjša mesto in ga spravi v orehovo lupino. To je Lisjakec tudi storil in tako sta s seboj vzela tudi zlato mesto. Nato sta se vrnila še po drugi sestri in s seboj vzela tudi njuni mesti. Skupaj so se odpravili k jami, ki je vodila na zgornji svet. Najprej so se po vrvi povzpele princeske. Ko so prišle na površje se je Bakrenolaska zaljubila v Medvečka, Srebrnolaska pa v Volčiča, onadva pa prav tako vanju. Odločili so se, da se poročijo, ko se vrnejo na domači grad. 
Ko se je po vrvi vzpenjal Lisjakec, se je vrv strgala in mu onemogočila vrnitev na zgornji svet. Brata in princeske so bili žalostni, ker se jim Lisjakec ni javil, zato so se počasi odpravili proti gradu. Lisjakec pa je medtem našel hišo starke, kateri je odrezal nos in jo prepričal, da mu je dala metlo, s pomočjo katere se je vrnil domov. Ko so princese in brata prišli do gradu, jih je čakalo prijetno presenečenje - Lisjakec. Na gradu so priredili trojno poroko, vsak par pa se je naselil v svoje mesto, katerega so prinesli iz spodnjega sveta.